# Mohamed Al-Malky
Mohamed Amer Al-Rashed Al-Malky (in arabo محمد عامر الراشد المالكى‎?; 1º dicembre 1962) è un ex velocista omanita, specializzato nei 400 metri piani, disciplina di cui è primatista asiatico.

## Biografia
Rimasto sino al 2000 l'unico atleta omanita capace di conquistare una medaglia internazionale, allorché il velocista Mohammed Al-Houti conquistò un bronzo ai Campionati asiatici di atletica leggera nei 200 metri piani.

## Record asiatici
- 400 metri piani: 44"56 ( Budapest, 12 agosto 1988) - Attuale detentore

## Palmarès
| Anno | Manifestazione      | Sede        | Evento          | Risultato | Prestazione | Note |
| ---- | ------------------- | ----------- | --------------- | --------- | ----------- | ---- |
| 1985 | Campionati asiatici | Giacarta    | 400 metri piani | Argento   | 46"45       |      |
| 1986 | Giochi asiatici     | Seul        | 400 metri piani | Bronzo    | 46"42       |      |
| 1987 | Campionati asiatici | Singapore   | 400 metri piani | Oro       | 45"77       |      |
| 1989 | Campionati asiatici | Nuova Delhi | 400 metri piani | Argento   | 45"62       |      |
| 1990 | Giochi asiatici     | Pechino     | 400 metri piani | Oro       | 45"81       |      |